# 石河北海站
石河北海站位于中华人民共和国辽宁省大连市金州区滨海公路西侧，是大连地铁13号线的地铁车站，于2021年12月28日启用。
车站建设时期用名“北海站”，规划时期用名“石河北站”，车站名称来源于所在街道石河街道及附近村名北海村。

## 位置
石河北海站位于金州区滨海公路西侧，北海村以东。

## 车站结构
石河北海站为侧式站台高架站，1层为出入口，2层为站厅层，3层为站台层。
| F3层 | 候车区                                        | 候车区、扶梯及楼梯往站厅 |  |
| F3层 | 侧式站台，开右边门                            |                          |  |
| F3层 | █ 13号线列车往开发区及九里方向 （普湾体育场） |                          |  |
| F3层 | █ 13号线列车往普兰店振兴街方向 （长店堡）     |                          |  |
| F3层 | 侧式站台，开右边门                            |                          |  |
| F3层 | 候车区                                        | 候车区、扶梯及楼梯往站厅 |  |
| F2层 | 站厅                                          | 自动售票机、进站闸机     |  |
| F1层 | 出入口                                        | 出入口                   |  |

### 车站出口
本站设有2个出入口，均位于滨海路西侧。
| 出口编号 | 出口指示 | 建议前往的目的地                           |
| -------- | -------- | ------------------------------------------ |
| 出口 · A |          | 北环线、滨海路、大连爱丽思宠物食品有限公司 |
| 出口 · B |          | 北环线                                     |

## 附近公交线路
车站暂无公交线路接驳。